# Sissel-Jo Gazan
Sissel-Jo Reid Gazan (født 20. december 1973) er dansk biolog og forfatter bosat i Berlin.

## Karriere
Sissel-Jo Gazan er student fra Marselisborg Gymnasium i Aarhus i 1992. Hun debuterede i 1995 med Når man kysser i August, efterfulgt af Et barn for sig i 1997. Samme år påbegyndte hun biologistudiet ved Københavns Universitet, hvorfra hun i 2004 dimitterede som cand.scient. i biologi med speciale i fuglenes evolution.
I 2008 udkom videnskabskrimien Dinosaurens Fjer, som blev hendes danske gennembrud. Romanen blev solgt til oversættelse i 16 lande, heriblandt Frankrig, Spanien, England og USA, hvor den af NPR's Maureen Corrigan og The Wall Street Journals Tom Nolan i 2013 blev udnævnt som en af årets bedste krimier, mens Financial Times kaldte romanen "outrageously entertaining". I 2013 udkom Svalens graf, som er en selvstændig fortsættelse af Dinosaurens fjer. I 2022 udkom en tredje bog i fortællingen, nemlig bogen “Uglens øje”, som ligeledes er en selvstændig fortsættelse af de to foregående bøger.

## Priser og legater
Hun har fået en række anerkendelser:
- 2019: Skulderklaplegatet, uddelt af Danske Skønlitterære Forfattere.
- 2014: Læsernes Bogpris, uddelt af Danmarks Biblioteksforening og Berlingske.
- (Foto: Les Kaner)2013: Den frankofonske litteraturpris, uddelt af de frankofone landes ambassadører for oversættelsen af Dinosaurens Fjer.
- 2010: Den gyldne Kødøkse - Danskernes yndlingskrimi 2000-2010, kåret af læserne efter nominering foretaget af bibliotekerne.
- 2009: DR Romanprisen, kåret af en udvalgt lytterjury efter nominering foretaget af P2 Plus Bog-redaktionen.
- 2009: Statens Kunstfonds 3-årige arbejdslegat, uddelt af Statens Kunstfond
- 2009: Det Danske Kriminalakademis Debutantpris, uddelt af Det Danske Kriminalakademi.
- Sissel-Jo Gazan vandt Den Frankofile Pris for årets bedste franske oversættelse i 2013. Prisen fik hun overrakt af HKH Prinsesse Marie.2001: Direktør J.P. Lund og hustru Vilhelmine Bugge's Legat
- 1999: Forfatterne Harald Kiddes og Astrid Ehrencron-Kiddes Legat

Sissel-Jo Gazan har desuden modtaget adskillige legater fra Autorkontofonden, Statens Kunstfond og Kunstrådet.

## Privat
Hun er datter af journalist Paul Gazan og forfatter og foredragsholder Janne Hejgaard.
I 2005 flyttede hun til Tyskland og bosatte sig i Berlin, hvor hun stadig bor med sine tre børn. Hun har været gift to gange, men er skilt fra begge sine mænd.